# Ostspitze
La Ostspitze (4.632 m) es un pico del macizo del Monte Rosa en los Alpes Peninos en Suiza. Es el segundo pico más alto del macizo, después de la Dufourspitze (4.634 m), y la segunda cumbre (menor) en Suiza. El topónimo Ostspitze significa Punta Este o cima oriental.
Según la SOIUSA, la Ostspitze pertenece a los Alpes occidentales, gran sector de los Alpes del noroeste, sección Alpes Peninos, subsección Alpes del Monte Rosa, supergrupo Grupo del Monte Rosa y grupo Macizo del Monte Rosa, que tiene el código de la SOIUSA I/B-9.III-A.2.
Por su escasa prominencia respecto a la punta principal del macizo, no está incluida en la lista oficial UIAA de los cuatromiles de los Alpes, sino en la lista alargada o ampliada.
La primera ascensión la realizaron los hermanos Christopher, Edmund y James G. Smyth el 1 de septiembre de 1854. En aquella época no se sabía con claridad cuál era la cumbre más alta, si la Ostspitze o la vecina Westspitze del llamado "Gornerhorn" o "Höchste Spitze" (en 1863 se le renombró como Dufourspitze). Los hermanos Smith estaban convencidos de que habían subido el pico más alto. Al año siguiente se ascendió a la Punta Dufour.
La primera travesía de toda la arista de la cumbre (Grenzgipfel (4.618 m) – Ostspitze (4.632 m) – Dufourspitze (4.632 m)) fue realizada por Ferdinand Imseng, Gabriel Spechtenhauser, Giovanni Oberto, Richard Pendlebury, William Pendlebury y Charles Taylor, el 23 de julio de 1872. Esta cordada había hecho la primera ascensión, antes ese mismo día, de la cara Macugnaga.